# Vuelta a Dinamarca 2018
La 28.ª edición de la Vuelta a Dinamarca se celebró entre el 1 y el 5 de agosto de 2018 con inicio en la ciudad de Aalborg y final en la ciudad de Frederiksberg en Dinamarca. El recorrido consistió de un total de 5 etapas sobre una distancia total de 787 km.
La carrera hace parte del circuito UCI Europe Tour 2018 dentro de la categoría 2.HC y fue ganadada por el ciclista belga Wout van Aert del equipo Vérandas Willems-Crelan. El podio lo completaron los ciclistas daneses Rasmus Quaade del equipo BHS-Almeborg Bornholm y Lasse Norman Hansen del equipo Aqua Blue Sport.

## Equipos participantes
Tomaron parte en la carrera 20 equipos: 2 de categoría UCI WorldTeam; 11 de categoría Profesional Continental; 6 de categoría Continental y la selección nacional de Dinamarca. Formando así un pelotón de 119 ciclistas de los que terminaron 100. Los equipos participantes fueron:
| WorldTeams (2)- Astana - Team Sunweb Equipos continentales profesionales (11)- Aqua Blue Sport - Bardiani CSF - Team Novo Nordisk - Roompot-Nederlandse Loterij - Sport Vlaanderen-Baloise - Wanty-Groupe Gobert - Israel Cycling Academy - Holowesko-Citadel - Rally Cycling - Vérandas Willems-Crelan - Vital Concept Equipos continentales (6)- BHS-Almeborg Bornholm - ColoQuick - Riwal CeramicSpeed - Waoo - Team Joker Icopal - Hurom Equipo nacional- Dinamarca |
| |

## Recorrido
La Vuelta a Dinamarca dispuso de cinco etapas etapas donde se incluyó una contrarreloj individual y etapas llanas, para un recorrido total de 787 kilómetros.
| Etapa     | Fecha    | Recorrido                           | type                    | Distancia (km) | Ganador           | Líder             |
| --------- | -------- | ----------------------------------- | ----------------------- | -------------- | ----------------- | ----------------- |
| 1.ª etapa | 1 de ago | Aalborg – Aalborg                   | etapa llana             | 218,4          | Lasse Norman Leth | Lasse Norman Leth |
| 2.ª etapa | 2 de ago | Viborg – Vejle                      | etapa escarpada         | 172            | Wout van Aert     | Wout van Aert     |
| 3.ª etapa | 3 de ago | Næstved – Vordingborg               | etapa llana             | 178,4          | Tim Merlier       | Wout van Aert     |
| 4.ª etapa | 4 de ago | Nykøbing Falster – Nykøbing Falster | contrarreloj individual | 19,1           | Mads Pedersen     | Wout van Aert     |
| 5.ª etapa | 5 de ago | Faxe – Frederiksberg                | etapa llana             | 199,1          | Tim Merlier       | Wout van Aert     |

## Desarrollo de la carrera

### 1.ª etapa
| Aalborg - Aalborg | etapa llana | (218,4 km) |

| \| Clasificación de la etapa \| Clasificación de la etapa \| Clasificación de la etapa \| Clasificación de la etapa \| Clasificación de la etapa \| \| Ciclista \| Ciclista \| Equipo \| Tiempo \| \| \| ------------------------- \| ------------------------- \| --------------------------- \| ------------------------- \| ------------------------- \| \| 1.º \| Lasse Norman Leth \| Aqua Blue Sport \| 5 h 05 min 35 s \| \| \| 2.º \| Bryan Coquard \| Vital Concept \| + 0 s \| \| \| 3.º \| Max Kanter \| Team Sunweb \| + 0 s \| \| \| 4.º \| Tim Merlier \| Verandas Willems-Crelan \| + 0 s \| \| \| 5.º \| Wouter Wippert \| Roompot-Nederlandse Loterij \| + 0 s \| \| \| 6.º \| Andreas Stokbro \| Riwal CeramicSpeed \| + 0 s \| \| \| 7.º \| Milan Menten \| Sport Vlaanderen-Baloise \| + 0 s \| \| \| 8.º \| Xandro Meurisse \| Wanty-Groupe Gobert \| + 0 s \| \| \| 9.º \| Christoffer Lisson \| BHS-Almeborg Bornholm \| + 0 s \| \| \| 10.º \| Mihkel Räim \| Israel Cycling Academy \| + 0 s \| \| |                    |                             |                 |
| |                    |                             |                 |
| Fuente: ProCyclingStats |                    |                             |                 |
| Clasificación de la etapa |                    |                             |                 |
| Ciclista | Ciclista           | Equipo                      | Tiempo          |
| 1.º | Lasse Norman Leth  | Aqua Blue Sport             | 5 h 05 min 35 s |
| 2.º | Bryan Coquard      | Vital Concept               | + 0 s           |
| 3.º | Max Kanter         | Team Sunweb                 | + 0 s           |
| 4.º | Tim Merlier        | Verandas Willems-Crelan     | + 0 s           |
| 5.º | Wouter Wippert     | Roompot-Nederlandse Loterij | + 0 s           |
| 6.º | Andreas Stokbro    | Riwal CeramicSpeed          | + 0 s           |
| 7.º | Milan Menten       | Sport Vlaanderen-Baloise    | + 0 s           |
| 8.º | Xandro Meurisse    | Wanty-Groupe Gobert         | + 0 s           |
| 9.º | Christoffer Lisson | BHS-Almeborg Bornholm       | + 0 s           |
| 10.º | Mihkel Räim        | Israel Cycling Academy      | + 0 s           |

| \| Clasificación general \| Clasificación general \| Clasificación general \| Clasificación general \| Clasificación general \| \| Ciclista \| Ciclista \| Equipo \| Tiempo \| \| \| --------------------- \| --------------------- \| --------------------------- \| --------------------- \| --------------------- \| \| 1.º \| Lasse Norman Leth \| Aqua Blue Sport \| 5 h 05 min 25 s \| \| \| 2.º \| Bryan Coquard \| Vital Concept \| + 4 s \| \| \| 3.º \| Max Kanter \| Team Sunweb \| + 6 s \| \| \| 4.º \| Tim Merlier \| Verandas Willems-Crelan \| + 10 s \| \| \| 5.º \| Wouter Wippert \| Roompot-Nederlandse Loterij \| + 10 s \| \| \| 6.º \| Andreas Stokbro \| Riwal CeramicSpeed \| + 10 s \| \| \| 7.º \| Milan Menten \| Sport Vlaanderen-Baloise \| + 10 s \| \| \| 8.º \| Xandro Meurisse \| Wanty-Groupe Gobert \| + 10 s \| \| \| 9.º \| Christoffer Lisson \| BHS-Almeborg Bornholm \| + 10 s \| \| \| 10.º \| Mihkel Räim \| Israel Cycling Academy \| + 10 s \| \| |                    |                             |                 |
| |                    |                             |                 |
| Fuente: ProCyclingStats |                    |                             |                 |
| Clasificación general |                    |                             |                 |
| Ciclista | Ciclista           | Equipo                      | Tiempo          |
| 1.º | Lasse Norman Leth  | Aqua Blue Sport             | 5 h 05 min 25 s |
| 2.º | Bryan Coquard      | Vital Concept               | + 4 s           |
| 3.º | Max Kanter         | Team Sunweb                 | + 6 s           |
| 4.º | Tim Merlier        | Verandas Willems-Crelan     | + 10 s          |
| 5.º | Wouter Wippert     | Roompot-Nederlandse Loterij | + 10 s          |
| 6.º | Andreas Stokbro    | Riwal CeramicSpeed          | + 10 s          |
| 7.º | Milan Menten       | Sport Vlaanderen-Baloise    | + 10 s          |
| 8.º | Xandro Meurisse    | Wanty-Groupe Gobert         | + 10 s          |
| 9.º | Christoffer Lisson | BHS-Almeborg Bornholm       | + 10 s          |
| 10.º | Mihkel Räim        | Israel Cycling Academy      | + 10 s          |

### 2.ª etapa
| Viborg - Vejle | etapa escarpada | (172 km) |

| \| Clasificación de la etapa \| Clasificación de la etapa \| Clasificación de la etapa \| Clasificación de la etapa \| Clasificación de la etapa \| \| Ciclista \| Ciclista \| Equipo \| Tiempo \| \| \| ------------------------- \| ------------------------- \| --------------------------- \| ------------------------- \| ------------------------- \| \| 1.º \| Wout van Aert \| Verandas Willems-Crelan \| 4 h 13 min 51 s \| \| \| 2.º \| Alexander Kamp \| Waoo \| + 2 s \| \| \| 3.º \| Robin Carpenter \| Rally Cycling \| + 4 s \| \| \| 4.º \| Julius Johansen \| ColoQuick \| + 6 s \| \| \| 5.º \| Benjamin Declercq \| Sport Vlaanderen-Baloise \| + 11 s \| \| \| 6.º \| Xandro Meurisse \| Wanty-Groupe Gobert \| + 11 s \| \| \| 7.º \| Pieter Weening \| Roompot-Nederlandse Loterij \| + 11 s \| \| \| 8.º \| Adam de Vos \| Rally Cycling \| + 11 s \| \| \| 9.º \| Fabian Lienhard \| Holowesko Citadel \| + 11 s \| \| \| 10.º \| Oscar Riesebeek \| Roompot-Nederlandse Loterij \| + 11 s \| \| |                   |                             |                 |
| |                   |                             |                 |
| Fuente: ProCyclingStats |                   |                             |                 |
| Clasificación de la etapa |                   |                             |                 |
| Ciclista | Ciclista          | Equipo                      | Tiempo          |
| 1.º | Wout van Aert     | Verandas Willems-Crelan     | 4 h 13 min 51 s |
| 2.º | Alexander Kamp    | Waoo                        | + 2 s           |
| 3.º | Robin Carpenter   | Rally Cycling               | + 4 s           |
| 4.º | Julius Johansen   | ColoQuick                   | + 6 s           |
| 5.º | Benjamin Declercq | Sport Vlaanderen-Baloise    | + 11 s          |
| 6.º | Xandro Meurisse   | Wanty-Groupe Gobert         | + 11 s          |
| 7.º | Pieter Weening    | Roompot-Nederlandse Loterij | + 11 s          |
| 8.º | Adam de Vos       | Rally Cycling               | + 11 s          |
| 9.º | Fabian Lienhard   | Holowesko Citadel           | + 11 s          |
| 10.º | Oscar Riesebeek   | Roompot-Nederlandse Loterij | + 11 s          |

| \| Clasificación general \| Clasificación general \| Clasificación general \| Clasificación general \| Clasificación general \| \| Ciclista \| Ciclista \| Equipo \| Tiempo \| \| \| --------------------- \| --------------------- \| ------------------------ \| --------------------- \| --------------------- \| \| 1.º \| Wout van Aert \| Verandas Willems-Crelan \| 9 h 19 min 16 s \| \| \| 2.º \| Alexander Kamp \| Waoo \| + 6 s \| \| \| 3.º \| Robin Carpenter \| Rally Cycling \| + 10 s \| \| \| 4.º \| Lasse Norman Leth \| Aqua Blue Sport \| + 11 s \| \| \| 5.º \| Julius Johansen \| ColoQuick \| + 16 s \| \| \| 6.º \| Xandro Meurisse \| Wanty-Groupe Gobert \| + 21 s \| \| \| 7.º \| Milan Menten \| Sport Vlaanderen-Baloise \| + 21 s \| \| \| 8.º \| Benjamin Declercq \| Sport Vlaanderen-Baloise \| + 21 s \| \| \| 9.º \| Adam de Vos \| Rally Cycling \| + 21 s \| \| \| 10.º \| Hugo Houle \| Astana \| + 21 s \| \| |                   |                          |                 |
| |                   |                          |                 |
| Fuente: ProCyclingStats |                   |                          |                 |
| Clasificación general |                   |                          |                 |
| Ciclista | Ciclista          | Equipo                   | Tiempo          |
| 1.º | Wout van Aert     | Verandas Willems-Crelan  | 9 h 19 min 16 s |
| 2.º | Alexander Kamp    | Waoo                     | + 6 s           |
| 3.º | Robin Carpenter   | Rally Cycling            | + 10 s          |
| 4.º | Lasse Norman Leth | Aqua Blue Sport          | + 11 s          |
| 5.º | Julius Johansen   | ColoQuick                | + 16 s          |
| 6.º | Xandro Meurisse   | Wanty-Groupe Gobert      | + 21 s          |
| 7.º | Milan Menten      | Sport Vlaanderen-Baloise | + 21 s          |
| 8.º | Benjamin Declercq | Sport Vlaanderen-Baloise | + 21 s          |
| 9.º | Adam de Vos       | Rally Cycling            | + 21 s          |
| 10.º | Hugo Houle        | Astana                   | + 21 s          |

### 3.ª etapa
| Næstved - Vordingborg | etapa llana | (178,4 km) |

| \| Clasificación de la etapa \| Clasificación de la etapa \| Clasificación de la etapa \| Clasificación de la etapa \| Clasificación de la etapa \| \| Ciclista \| Ciclista \| Equipo \| Tiempo \| \| \| ------------------------- \| ------------------------- \| ------------------------- \| ------------------------- \| ------------------------- \| \| 1.º \| Tim Merlier \| Verandas Willems-Crelan \| 4 h 08 min 46 s \| \| \| 2.º \| Riccardo Minali \| Astana \| + 0 s \| \| \| 3.º \| Andrea Guardini \| Bardiani CSF \| + 0 s \| \| \| 4.º \| Mihkel Räim \| Israel Cycling Academy \| + 0 s \| \| \| 5.º \| Niklas Larsen \| Waoo \| + 0 s \| \| \| 6.º \| Milan Menten \| Sport Vlaanderen-Baloise \| + 0 s \| \| \| 7.º \| Eric Young \| Rally Cycling \| + 0 s \| \| \| 8.º \| Max Kanter \| Team Sunweb \| + 0 s \| \| \| 9.º \| John Murphy \| Holowesko Citadel \| + 0 s \| \| \| 10.º \| Hugo Houle \| Astana \| + 0 s \| \| |                 |                          |                 |
| |                 |                          |                 |
| Fuente: ProCyclingStats |                 |                          |                 |
| Clasificación de la etapa |                 |                          |                 |
| Ciclista | Ciclista        | Equipo                   | Tiempo          |
| 1.º | Tim Merlier     | Verandas Willems-Crelan  | 4 h 08 min 46 s |
| 2.º | Riccardo Minali | Astana                   | + 0 s           |
| 3.º | Andrea Guardini | Bardiani CSF             | + 0 s           |
| 4.º | Mihkel Räim     | Israel Cycling Academy   | + 0 s           |
| 5.º | Niklas Larsen   | Waoo                     | + 0 s           |
| 6.º | Milan Menten    | Sport Vlaanderen-Baloise | + 0 s           |
| 7.º | Eric Young      | Rally Cycling            | + 0 s           |
| 8.º | Max Kanter      | Team Sunweb              | + 0 s           |
| 9.º | John Murphy     | Holowesko Citadel        | + 0 s           |
| 10.º | Hugo Houle      | Astana                   | + 0 s           |

| \| Clasificación general \| Clasificación general \| Clasificación general \| Clasificación general \| Clasificación general \| \| Ciclista \| Ciclista \| Equipo \| Tiempo \| \| \| --------------------- \| --------------------- \| ------------------------ \| --------------------- \| --------------------- \| \| 1.º \| Wout van Aert \| Verandas Willems-Crelan \| 13 h 28 min 02 s \| \| \| 2.º \| Alexander Kamp \| Waoo \| + 6 s \| \| \| 3.º \| Robin Carpenter \| Rally Cycling \| + 10 s \| \| \| 4.º \| Lasse Norman Leth \| Aqua Blue Sport \| + 11 s \| \| \| 5.º \| Julius Johansen \| ColoQuick \| + 16 s \| \| \| 6.º \| Milan Menten \| Sport Vlaanderen-Baloise \| + 21 s \| \| \| 7.º \| Xandro Meurisse \| Wanty-Groupe Gobert \| + 21 s \| \| \| 8.º \| Hugo Houle \| Astana \| + 21 s \| \| \| 9.º \| Christoffer Lisson \| BHS-Almeborg Bornholm \| + 21 s \| \| \| 10.º \| Colin Joyce \| Rally Cycling \| + 21 s \| \| |                    |                          |                  |
| |                    |                          |                  |
| Fuente: ProCyclingStats |                    |                          |                  |
| Clasificación general |                    |                          |                  |
| Ciclista | Ciclista           | Equipo                   | Tiempo           |
| 1.º | Wout van Aert      | Verandas Willems-Crelan  | 13 h 28 min 02 s |
| 2.º | Alexander Kamp     | Waoo                     | + 6 s            |
| 3.º | Robin Carpenter    | Rally Cycling            | + 10 s           |
| 4.º | Lasse Norman Leth  | Aqua Blue Sport          | + 11 s           |
| 5.º | Julius Johansen    | ColoQuick                | + 16 s           |
| 6.º | Milan Menten       | Sport Vlaanderen-Baloise | + 21 s           |
| 7.º | Xandro Meurisse    | Wanty-Groupe Gobert      | + 21 s           |
| 8.º | Hugo Houle         | Astana                   | + 21 s           |
| 9.º | Christoffer Lisson | BHS-Almeborg Bornholm    | + 21 s           |
| 10.º | Colin Joyce        | Rally Cycling            | + 21 s           |

### 4.ª etapa
| Nykøbing Falster - Nykøbing Falster | contrarreloj individual | (19,1 km) |

| \| Clasificación de la etapa \| Clasificación de la etapa \| Clasificación de la etapa \| Clasificación de la etapa \| Clasificación de la etapa \| \| Ciclista \| Ciclista \| Equipo \| Tiempo \| \| \| ------------------------- \| ------------------------- \| ------------------------- \| ------------------------- \| ------------------------- \| \| 1.º \| Mads Pedersen \| Dinamarca \| 21 min 52 s \| \| \| 2.º \| Wout van Aert \| Verandas Willems-Crelan \| + 8 s \| \| \| 3.º \| Martin Toft Madsen \| BHS-Almeborg Bornholm \| + 11 s \| \| \| 4.º \| Rasmus Quaade \| BHS-Almeborg Bornholm \| + 19 s \| \| \| 5.º \| Lasse Norman Leth \| Aqua Blue Sport \| + 33 s \| \| \| 6.º \| Mikkel Bjerg \| Dinamarca \| + 35 s \| \| \| 7.º \| Mathias Norsgaard \| Riwal CeramicSpeed \| + 36 s \| \| \| 8.º \| Andri Hrivko \| Astana \| + 37 s \| \| \| 9.º \| Emil Vinjebo \| ColoQuick \| + 45 s \| \| \| 10.º \| Julius Johansen \| ColoQuick \| + 48 s \| \| |                    |                         |             |
| |                    |                         |             |
| Fuente: ProCyclingStats |                    |                         |             |
| Clasificación de la etapa |                    |                         |             |
| Ciclista | Ciclista           | Equipo                  | Tiempo      |
| 1.º | Mads Pedersen      | Dinamarca               | 21 min 52 s |
| 2.º | Wout van Aert      | Verandas Willems-Crelan | + 8 s       |
| 3.º | Martin Toft Madsen | BHS-Almeborg Bornholm   | + 11 s      |
| 4.º | Rasmus Quaade      | BHS-Almeborg Bornholm   | + 19 s      |
| 5.º | Lasse Norman Leth  | Aqua Blue Sport         | + 33 s      |
| 6.º | Mikkel Bjerg       | Dinamarca               | + 35 s      |
| 7.º | Mathias Norsgaard  | Riwal CeramicSpeed      | + 36 s      |
| 8.º | Andri Hrivko       | Astana                  | + 37 s      |
| 9.º | Emil Vinjebo       | ColoQuick               | + 45 s      |
| 10.º | Julius Johansen    | ColoQuick               | + 48 s      |

| \| Clasificación general \| Clasificación general \| Clasificación general \| Clasificación general \| Clasificación general \| \| Ciclista \| Ciclista \| Equipo \| Tiempo \| \| \| --------------------- \| ----------------------- \| ----------------------- \| --------------------- \| --------------------- \| \| 1.º \| Wout van Aert \| Verandas Willems-Crelan \| 13 h 50 min 02 s \| \| \| 2.º \| Rasmus Quaade \| BHS-Almeborg Bornholm \| + 32 s \| \| \| 3.º \| Lasse Norman Leth \| Aqua Blue Sport \| + 36 s \| \| \| 4.º \| Andri Hrivko \| Astana \| + 50 s \| \| \| 5.º \| Julius Johansen \| ColoQuick \| + 56 s \| \| \| 6.º \| Emil Vinjebo \| ColoQuick \| + 58 s \| \| \| 7.º \| Christopher Juul-Jensen \| Dinamarca \| + 1 min 06 s \| \| \| 8.º \| Hugo Houle \| Astana \| + 1 min 11 s \| \| \| 9.º \| Christoffer Lisson \| BHS-Almeborg Bornholm \| + 1 min 11 s \| \| \| 10.º \| Alexander Kamp \| Waoo \| + 1 min 20 s \| \| |                         |                         |                  |
| |                         |                         |                  |
| Fuente: ProCyclingStats |                         |                         |                  |
| Clasificación general |                         |                         |                  |
| Ciclista | Ciclista                | Equipo                  | Tiempo           |
| 1.º | Wout van Aert           | Verandas Willems-Crelan | 13 h 50 min 02 s |
| 2.º | Rasmus Quaade           | BHS-Almeborg Bornholm   | + 32 s           |
| 3.º | Lasse Norman Leth       | Aqua Blue Sport         | + 36 s           |
| 4.º | Andri Hrivko            | Astana                  | + 50 s           |
| 5.º | Julius Johansen         | ColoQuick               | + 56 s           |
| 6.º | Emil Vinjebo            | ColoQuick               | + 58 s           |
| 7.º | Christopher Juul-Jensen | Dinamarca               | + 1 min 06 s     |
| 8.º | Hugo Houle              | Astana                  | + 1 min 11 s     |
| 9.º | Christoffer Lisson      | BHS-Almeborg Bornholm   | + 1 min 11 s     |
| 10.º | Alexander Kamp          | Waoo                    | + 1 min 20 s     |

### 5.ª etapa
| Faxe - Frederiksberg | etapa llana | (199,1 km) |

| \| Clasificación de la etapa \| Clasificación de la etapa \| Clasificación de la etapa \| Clasificación de la etapa \| Clasificación de la etapa \| \| Ciclista \| Ciclista \| Equipo \| Tiempo \| \| \| ------------------------- \| ------------------------- \| ------------------------- \| ------------------------- \| ------------------------- \| \| 1.º \| Tim Merlier \| Verandas Willems-Crelan \| 4 h 18 min 23 s \| \| \| 2.º \| Max Kanter \| Team Sunweb \| + 0 s \| \| \| 3.º \| Shane Archbold \| Aqua Blue Sport \| + 0 s \| \| \| 4.º \| Riccardo Minali \| Astana \| + 0 s \| \| \| 5.º \| Milan Menten \| Sport Vlaanderen-Baloise \| + 0 s \| \| \| 6.º \| Andreas Stokbro \| Riwal CeramicSpeed \| + 0 s \| \| \| 7.º \| Bryan Coquard \| Vital Concept \| + 0 s \| \| \| 8.º \| Mihkel Räim \| Israel Cycling Academy \| + 0 s \| \| \| 9.º \| Enrico Barbin \| Bardiani CSF \| + 0 s \| \| \| 10.º \| Christophe Noppe \| Sport Vlaanderen-Baloise \| + 0 s \| \| |                  |                          |                 |
| |                  |                          |                 |
| Fuente: ProCyclingStats |                  |                          |                 |
| Clasificación de la etapa |                  |                          |                 |
| Ciclista | Ciclista         | Equipo                   | Tiempo          |
| 1.º | Tim Merlier      | Verandas Willems-Crelan  | 4 h 18 min 23 s |
| 2.º | Max Kanter       | Team Sunweb              | + 0 s           |
| 3.º | Shane Archbold   | Aqua Blue Sport          | + 0 s           |
| 4.º | Riccardo Minali  | Astana                   | + 0 s           |
| 5.º | Milan Menten     | Sport Vlaanderen-Baloise | + 0 s           |
| 6.º | Andreas Stokbro  | Riwal CeramicSpeed       | + 0 s           |
| 7.º | Bryan Coquard    | Vital Concept            | + 0 s           |
| 8.º | Mihkel Räim      | Israel Cycling Academy   | + 0 s           |
| 9.º | Enrico Barbin    | Bardiani CSF             | + 0 s           |
| 10.º | Christophe Noppe | Sport Vlaanderen-Baloise | + 0 s           |

## Clasificaciones finales
Las clasificaciones finalizaron de la siguiente forma:

### Clasificación general
| \| Clasificación general \| Clasificación general \| Clasificación general \| Clasificación general \| Clasificación general \| \| Ciclista \| Ciclista \| Equipo \| Tiempo \| \| \| --------------------- \| ----------------------- \| ------------------------ \| --------------------- \| --------------------- \| \| 1.º \| Wout van Aert \| Verandas Willems-Crelan \| 18 h 08 min 25 s \| \| \| 2.º \| Rasmus Quaade \| BHS-Almeborg Bornholm \| + 32 s \| \| \| 3.º \| Lasse Norman Leth \| Aqua Blue Sport \| + 36 s \| \| \| 4.º \| Andri Hrivko \| Astana \| + 50 s \| \| \| 5.º \| Julius Johansen \| ColoQuick \| + 56 s \| \| \| 6.º \| Emil Vinjebo \| ColoQuick \| + 58 s \| \| \| 7.º \| Christopher Juul-Jensen \| Mitchelton-Scott \| + 1 min 06 s \| \| \| 8.º \| Hugo Houle \| Astana \| + 1 min 11 s \| \| \| 9.º \| Robin Carpenter \| Rally Cycling \| + 1 min 18 s \| \| \| 10.º \| Jonas Rickaert \| Sport Vlaanderen-Baloise \| + 1 min 23 s \| \| |                         |                          |                  |
| |                         |                          |                  |
| Fuente: ProCyclingStats |                         |                          |                  |
| Clasificación general |                         |                          |                  |
| Ciclista | Ciclista                | Equipo                   | Tiempo           |
| 1.º | Wout van Aert           | Verandas Willems-Crelan  | 18 h 08 min 25 s |
| 2.º | Rasmus Quaade           | BHS-Almeborg Bornholm    | + 32 s           |
| 3.º | Lasse Norman Leth       | Aqua Blue Sport          | + 36 s           |
| 4.º | Andri Hrivko            | Astana                   | + 50 s           |
| 5.º | Julius Johansen         | ColoQuick                | + 56 s           |
| 6.º | Emil Vinjebo            | ColoQuick                | + 58 s           |
| 7.º | Christopher Juul-Jensen | Mitchelton-Scott         | + 1 min 06 s     |
| 8.º | Hugo Houle              | Astana                   | + 1 min 11 s     |
| 9.º | Robin Carpenter         | Rally Cycling            | + 1 min 18 s     |
| 10.º | Jonas Rickaert          | Sport Vlaanderen-Baloise | + 1 min 23 s     |

### Clasificación por puntos
| Clasificación por puntos | Clasificación por puntos | Clasificación por puntos | Clasificación por puntos | Clasificación por puntos |
| Ciclista                 | Ciclista                 | Equipo                   | Puntos                   |                          |
| ------------------------ | ------------------------ | ------------------------ | ------------------------ | ------------------------ |
| 1.º                      | Tim Merlier              | Verandas Willems-Crelan  | 39 pts                   |                          |
| 2.º                      | Wout van Aert            | Verandas Willems-Crelan  | 27 pts                   |                          |
| 3.º                      | Max Kanter               | Team Sunweb              | 27 pts                   |                          |
| 4.º                      | Lasse Norman Leth        | Aqua Blue Sport          | 23 pts                   |                          |
| 5.º                      | Milan Menten             | Sport Vlaanderen-Baloise | 21 pts                   |                          |
| 6.º                      | Riccardo Minali          | Astana                   | 21 pts                   |                          |
| 7.º                      | Bryan Coquard            | Vital Concept            | 18 pts                   |                          |
| 8.º                      | Mihkel Räim              | Israel Cycling Academy   | 17 pts                   |                          |
| 9.º                      | Mads Pedersen            | Dinamarca                | 15 pts                   |                          |
| 10.º                     | Robin Carpenter          | Rally Cycling            | 15 pts                   |                          |

### Clasificación de la montaña
| Clasificación de la montaña | Clasificación de la montaña | Clasificación de la montaña | Clasificación de la montaña | Clasificación de la montaña |
| Ciclista                    | Ciclista                    | Equipo                      | Puntos                      |                             |
| --------------------------- | --------------------------- | --------------------------- | --------------------------- | --------------------------- |
| 1.º                         | Nicolai Brøchner            | Holowesko Citadel           | 92 pts                      |                             |
| 2.º                         | Charles Planet              | Team Novo Nordisk           | 32 pts                      |                             |
| 3.º                         | Daniel Lyhne                | ColoQuick                   | 28 pts                      |                             |
| 4.º                         | Nicklas Pedersen            | BHS-Almeborg Bornholm       | 28 pts                      |                             |
| 5.º                         | Robin Carpenter             | Rally Cycling               | 20 pts                      |                             |
| 6.º                         | Rasmus Bøgh Wallin          | ColoQuick                   | 16 pts                      |                             |
| 7.º                         | Adam de Vos                 | Rally Cycling               | 12 pts                      |                             |
| 8.º                         | Chris Anker Sørensen        | Riwal CeramicSpeed          | 12 pts                      |                             |
| 9.º                         | Christophe Noppe            | Sport Vlaanderen-Baloise    | 12 pts                      |                             |
| 10.º                        | Tobias Kongstad             | Riwal CeramicSpeed          | 12 pts                      |                             |

### Clasificación de los jóvenes
| Clasificación del mejor joven | Clasificación del mejor joven | Clasificación del mejor joven | Clasificación del mejor joven | Clasificación del mejor joven |
| Ciclista                      | Ciclista                      | Equipo                        | Tiempo                        |                               |
| ----------------------------- | ----------------------------- | ----------------------------- | ----------------------------- | ----------------------------- |
| 1.º                           | Julius Johansen               | ColoQuick                     | 18 h 09 min 21 s              |                               |
| 2.º                           | Max Kanter                    | Team Sunweb                   | + 42 s                        |                               |
| 3.º                           | Magnus Bak Klaris             | BHS-Almeborg Bornholm         | + 43 s                        |                               |
| 4.º                           | Lennard Kämna                 | Team Sunweb                   | + 52 s                        |                               |
| 5.º                           | Mikkel Bjerg                  | Dinamarca                     | + 1 min 00 s                  |                               |
| 6.º                           | Senne Leysen                  | Verandas Willems-Crelan       | + 1 min 23 s                  |                               |
| 7.º                           | Jordi Warlop                  | Sport Vlaanderen-Baloise      | + 2 min 00 s                  |                               |
| 8.º                           | Milan Menten                  | Sport Vlaanderen-Baloise      | + 2 min 06 s                  |                               |
| 9.º                           | Nils Eekhoff                  | Team Sunweb                   | + 4 min 12 s                  |                               |
| 10.º                          | Andreas Stokbro               | Riwal CeramicSpeed            | + 4 min 43 s                  |                               |

### Clasificación por equipos
| Clasificación por equipos | Clasificación por equipos   | Clasificación por equipos | Clasificación por equipos |
| Equipo                    | Equipo                      | Tiempo                    |                           |
| ------------------------- | --------------------------- | ------------------------- | ------------------------- |
| 1.º                       | BHS-Almeborg Bornholm       | 54 h 27 min 45 s          |                           |
| 2.º                       | Astana                      | + 1 min 21 s              |                           |
| 3.º                       | Rally Cycling               | + 2 min 00 s              |                           |
| 4.º                       | Sport Vlaanderen-Baloise    | + 3 min 01 s              |                           |
| 5.º                       | Waoo                        | + 3 min 04 s              |                           |
| 6.º                       | Roompot-Nederlandse Loterij | + 3 min 57 s              |                           |
| 7.º                       | Team Sunweb                 | + 4 min 26 s              |                           |
| 8.º                       | Vital Concept               | + 4 min 34 s              |                           |
| 9.º                       | Vérandas Willems-Crelan     | + 5 min 00 s              |                           |
| 10.º                      | ColoQuick                   | + 5 min 59 s              |                           |

## Evolución de las clasificaciones
| Etapa                   | Vencedor                | Clasificación general | Clasificación por puntos | Clasificación de la montaña | Clasificación de los jóvenes | Clasificación por equipos |
| ----------------------- | ----------------------- | --------------------- | ------------------------ | --------------------------- | ---------------------------- | ------------------------- |
| 1.ª                     | Lasse Norman Hansen     | Lasse Norman Hansen   | Lasse Norman Hansen      | Rasmus Tiller               | Max Kanter                   | Sport Vlaanderen-Baloise  |
| 2.ª                     | Wout van Aert           | Wout van Aert         | Wout van Aert            | Nicolai Brøchner            | Julius Johansen              | Rally                     |
| 3.ª                     | Tim Merlier             | Wout van Aert         | Tim Merlier              | Nicolai Brøchner            | Julius Johansen              | Rally                     |
| 4.ª                     | Mads Pedersen           | Wout van Aert         | Wout van Aert            | Nicolai Brøchner            | Julius Johansen              | BHS-Almeborg Bornholm     |
| 5.ª                     | Tim Merlier             | Wout van Aert         | Tim Merlier              | Nicolai Brøchner            | Julius Johansen              | BHS-Almeborg Bornholm     |
| Clasificaciones finales | Clasificaciones finales | Wout van Aert         | Tim Merlier              | Nicolai Brøchner            | Julius Johansen              | BHS-Almeborg Bornholm     |

## UCI World Ranking
La Vuelta a Dinamarca otorga puntos para el UCI Europe Tour 2018 y el UCI World Ranking, este último para corredores de los equipos en las categorías UCI WorldTeam, Profesional Continental y Equipos Continentales. Las siguientes tablas muestran el baremo de puntuación y los 10 corredores que obtuvieron más puntos:
| Posición              | 1.º | 2.º | 3.º | 4.º | 5.º | 6.º | 7.º | 8.º | 9.º | 10.º | 11.º | 12.º | 13.º | 14.º | 15.º | 16.º-30.º | 31.º-40.º |
| Clasificación general | 200 | 150 | 125 | 100 | 85  | 70  | 60  | 50  | 40  | 35   | 30   | 25   | 20   | 15   | 10   | 5         | 3         |
| Por etapa             | 20  | 10  | 5   |     |     |     |     |     |     |      |      |      |      |      |      |           |           |
| Líder                 | 5   |     |     |     |     |     |     |     |     |      |      |      |      |      |      |           |           |

| Clasificación | Clasificación           | Clasificación           | Clasificación | Clasificación | Clasificación | Clasificación |
| Posición      | Ciclista                | Equipo                  | General       | Etapa         | Líder         | Total         |
| ------------- | ----------------------- | ----------------------- | ------------- | ------------- | ------------- | ------------- |
| 1.º           | Wout van Aert           | Vérandas Willems-Crelan | 200           | 30            | 15            | 245           |
| 2.º           | Rasmus Quaade           | BHS-Almeborg Bornholm   | 150           | -             | -             | 150           |
| 3.º           | Lasse Norman Hansen     | Aqua Blue Sport         | 125           | 20            | 5             | 150           |
| 4.º           | Andriy Grivko           | Astana                  | 100           | -             | -             | 100           |
| 5.º           | Julius Johansen         | ColoQuick               | 85            | -             | -             | 85            |
| 6.º           | Emil Vinjebo            | ColoQuick               | 70            | -             | -             | 70            |
| 7.º           | Christopher Juul-Jensen | Selección de Dinamarca  | 60            | -             | -             | 60            |
| 8.º           | Hugo Houle              | Astana                  | 50            | -             | -             | 50            |
| 9.º           | Robin Carpenter         | Rally                   | 40            | 5             | -             | 45            |
| 10.º          | Tim Merlier             | Vérandas Willems-Crelan | -             | 40            | -             | 40            |

## Ciclistas participantes y posiciones finales
Convenciones:
- AB-N: Abandono en la etapa "N"
- FLT-N: Retiro por llegada fuera del límite de tiempo en la etapa "N"
- NTS-N: No tomó la salida para la etapa "N"
- DES-N: Descalificado o expulsado en la etapa "N"